# Adrienne Vittadini
Adrienne Vittadini, született Vittadini Tóth Adrienne (Győr, 1945– )  világhírű magyar divattervező.

## Tanulmányai
Édesanyja Tóth Aranka; édesapja, Tóth Sándor győri orvos volt. 12 éves korában, az 1956-os forradalom idején menekültek szüleivel az Egyesült Államokba. 1962 és 1966 között Philadelphiában elvégezte a Moore College of Art művészeti főiskolát. A tanulás mellett ruhaeladással, rajzolással és modellkedéssel foglalkozott ösztöndíja kiegészítése végett. 1965-ben ösztöndíjat nyert Párizsba, ahol Louis Feraud mellett dolgozott. Párizst követően New Yorkba költözött.

## Életútja
Divattervezői pályafutását 1967-ben New Yorkban kezdte meg.1968 és 1971 között tervezte meg az SW1 sorozatot a Rosanna divízióhoz. 1976 és 1979 között az Avanzara divízió számára tervezte meg első kollekcióját, a Kimberly Knitst.
1972-ben férjhez ment az olasz Gianluigi Vittadinihez. Édesapja és férje biztatására, anyagi segítségükkel, 1979-ben már AVVC nevű első cégével, önállóan, de szinte még mindig csak hobbiként kezdte meg azt, ami később több millió dolláros divatvállalkozássá nőtte ki magát.
Célja az volt, hogy olyan ruhákat gyártsanak, amelyek megkönnyítik a nők öltözködését otthon, az irodában, vagy akár a szabadidős programokhoz. 1982-ben Vittadini férje vette át a cég irányítását, és a társaságot "Adrienne Vittadini Inc" -re nevezték el. Alkalmi, elegáns karrierruházataikat 1984-től kötöttárúval, ágyneművel és fürdőruhával is kiegészítették, utóbbit többek között a Cole of California és az O.A.S. Industries számára gyártották. A New York-i Vopco Inc. cégüket 1987-ben alapították termékeik franchise alapú értékesítésére.
Az első butikot a Beverly Hillsen nyitották meg, később Gaetana Aulenti hat butikjukat tervezte meg, köztük az egyiket a Los Angeles-i Rodeo Drive-on. Később butikot nyitottak Amerikán kívül londoni áruházakban, Párizsban, Kanadában, Ausztráliában, Svédországban és Olaszországban egyaránt. Márkájuk hamar keresett lett, mert elérhető áron kínáltak kiváló minőséget. Az Adrienne Vittadini védjegyet az Egyesült Államok Szabadalmi és Védjegyhivatalában 1990-ben az 1601002 számon vették nyilvántartásba.
Louis Féraud után megismert több világhírű divattervezőt, Valentinót, Armanit és Emillo Puccit, utóbbival dolgozott is Firenzében.
Az Adrienne Vittadini márkanevet idővel egy "euró-amerikai" szemléletmóddal azonosították, szinonimája lett a könnyed mintáknaknak, az élénk színeknek. Ruhakollekciói mellett női táskáiról, fürdőruháiról, cipőiről és szemüvegeiről is ismertté vált. 1992-ben a People magazin a világ 50 legsikeresebb embere között tartotta számon. 1995-ben bemutatta első parfümjét. Ezt 1996-ban "AV Opciók sorozat" (később "Vittadini Opciók sorozat") néven dobták a piacra. 1997-ben jött ki fürdő és testápoló termékeivel. Szintén 1997-ben történelmet írt a Rolexnél, amikor nőként először jelent meg egy férfi 40 mm-es Explorer II órával a kezén egy reklámfotójukon.
Vittadini 1998-ban visszavonult az aktív üzleti életből, az "Adrienne Vittadini Inc." -et 1999-ben eladták a De V&P Inc. cégnek.
Másik cégét a Retail Brand Alliance vásárolta meg 2001-ben.
Az Adrienne Vittadini, Kft. 2013. január óta az Authentic Brands csoporthoz (ABG Kft.) tartozik. Termékeit többek között a Neiman Marcus, a Lord & Tailor és a Macy kiskereskedelmi láncokban értékesítik.
A divatszakmát követően építészettel és ingatlanfejlesztéssel, luxusingatlanok értékesítésével kezdett foglalkozni Floridában és az olasz Alpokban, exkluzív dizájnnal berendezve adta el az épületeket, prémium áron.
Adrienne Vittadini 1999 óta ideje nagy részét a floridai Sarasotában tölti New York és Milánó mellett. Magyarnak tartja magát, gyakran látogat szülőföldjére.
Filantróp, olyan jótékonysági szervezeteket támogat, mint az American Cancer Society.
2011-ben és 2012-ben korábbi  divatmodelleket szerepeltetett a New York-i Fashion Week divatbemutatóján, különösen az akkor 80 éves Carmen Dell'Orefice fellépése aratott nagy tetszést.
2017 áprilisában néhány Ivanka Trump ruhakollekciót tévesen Adrienne Vittadini márkanéven értékesítettek, s így próbálták eladni a Stein Mart divattermék nagykereskedésnek. A G-III Apparel Group, az Ivanka Trump márkájú ruhakollekciókat márkázó cég, vállalta a felelősséget, és a tévesen címkézett ruhákat az üzletekből való visszahívta.

## Tagságok, díjak, kitüntetések
Tagja a Magyar Női Karrierfejlesztési Szövetségnek, megkapta a Divatszakma Nemzetközi Díját és 2007-ben Szili Katalintól, a Magyar Országgyűlés elnökétől átvehette a Magyar Érdemrend Tisztikeresztjét is.

## Linkek
- Offizielle Website Adrienne Vittadini
- The Art of Inspiring Careers Moore College Interview

## Fordítás
- Ez a szócikk részben vagy egészben  az   Adrienne Vittadini című angol Wikipédia-szócikk ezen változatának fordításán alapul.  Az eredeti cikk szerkesztőit annak laptörténete sorolja fel. Ez a jelzés csupán a megfogalmazás eredetét és a szerzői jogokat jelzi, nem szolgál a cikkben szereplő információk forrásmegjelöléseként.